# Gjaidstein
Gjaidstein – szczyt w grupie Dachstein, części Północnych Alp Wapiennych. Leży w Austrii na granicy krajów związkowych Styria i Górna Austria. Niższe wierzchołki: Niedere Gjaidstein (2482 m) i Kleine Gjaidstein (2734 m). Szczyt można zdobyć ze schroniska Simonyhütte (2205 m). Na szczycie stoi krzyż.